# Diplotemnus pieperi
Espèce
Diplotemnus pieperi est une espèce de pseudoscorpions de la famille des Atemnidae.

## Distribution
Cette espèce est endémique des îles Selvagens à Madère.

## Description
Le mâle holotype mesure 4 mm.

## Étymologie
Cette espèce est nommée en l'honneur de Harald Pieper.

## Publication originale
- Helversen, 1965 : Scientific expedition to the Salvage Islands, July 1963. VI. Einige Pseudoskorpione von den Ilhas Selvagens. Boletim do Museu Municipal do Funchal, vol. 19, p. 95-103 (texte intégral).